# Enrico Rivolta
Enrico Rivolta (29. červen 1905, Milán, Italské království – 18. březen 1974, Milán, Itálie) byl italský fotbalový záložník.
Prvních jedenáct sezon své fotbalové kariéry strávil v Interu, kde slavil vítězství v lize v sezoně 1929/30. V roce 1933 přestoupil za 50 000 lir do Neapole. Kariéru ukončil v roce 1939 v klubu Crema.
Za reprezentaci odehrál 8 utkání. Stal se bronzovým medailistou na OH 1928 a také byl u vítězného turnaje MP 1927-1930.

## Hráčská statistika
| Sezóna  | Klub             | Liga      | Liga   | Liga | Ligové poháry | Ligové poháry | Ligové poháry | Kontinentální poháry | Kontinentální poháry | Kontinentální poháry | Celkem | Celkem |
| Sezóna  | Klub             | Soutěž    | Zápasy | Góly | Soutěž        | Zápasy        | Góly          | Soutěž               | Zápasy               | Góly                 | Zápasy | Góly   |
| ------- | ---------------- | --------- | ------ | ---- | ------------- | ------------- | ------------- | -------------------- | -------------------- | -------------------- | ------ | ------ |
| 1922/23 | Inter            | 1. Divize | 1      | 0    | -             | 0             | 0             | -                    | 0                    | 0                    | 1      | 0      |
| 1923/24 | Inter            | 1. Divize | 21     | 4    | -             | 0             | 0             | -                    | 0                    | 0                    | 21     | 4      |
| 1924/25 | Inter            | 1. Divize | 22     | 3    | -             | 0             | 0             | -                    | 0                    | 0                    | 22     | 3      |
| 1925/26 | Inter            | 1. Divize | 16     | 2    | -             | 0             | 0             | -                    | 0                    | 0                    | 16     | 2      |
| 1926/27 | Inter            | 1. Divize | 24     | 11   | IP            | 2             | 2             | -                    | 0                    | 0                    | 26     | 13     |
| 1927/28 | Inter            | 1. Divize | 34     | 13   | -             | 0             | 0             | -                    | 0                    | 0                    | 34     | 13     |
| 1928/29 | Ambrosiana-Inter | 1. Divize | 28     | 8    | -             | 0             | 0             | -                    | 0                    | 0                    | 28     | 8      |
| 1929/30 | Ambrosiana-Inter | Serie A   | 33     | 6    | -             | 0             | 0             | -                    | 0                    | 0                    | 33     | 6      |
| 1930/31 | Ambrosiana-Inter | Serie A   | 33     | 2    | -             | 0             | 0             | Stř.P                | 6                    | 0                    | 39     | 2      |
| 1931/32 | Ambrosiana-Inter | Serie A   | 31     | 5    | -             | 0             | 0             | -                    | 0                    | 0                    | 31     | 5      |
| 1932/33 | Ambrosiana-Inter | Serie A   | 22     | 0    | -             | 0             | 0             | -                    | 0                    | 0                    | 22     | 0      |
| 1933/34 | Neapol           | Serie A   | 30     | 0    | -             | 0             | 0             | Stř.P                | 3                    | 0                    | 33     | 0      |
| 1934/35 | Neapol           | Serie A   | 30     | 2    | -             | 0             | 0             | -                    | 0                    | 0                    | 30     | 2      |
| 1935/36 | Neapol           | Serie A   | 25     | 0    | IP            | 2             | 0             | -                    | 0                    | 0                    | 27     | 0      |
| 1936/37 | Milán            | Serie A   | 0      | 0    | IP            | 2             | 0             | -                    | 0                    | 0                    | 2      | 0      |
| Celkem  | Celkem           | Celkem    | 350    | 56   | -             | 6             | 2             | -                    | 9                    | 0                    | 365    | 58     |

## Hráčské úspěchy

### Klubové
- 1× vítěz italské ligy (1929/30)

### Reprezentační
- 1x na MP (1927-1930 - zlato)
- 1x na OH (1928 - bronz)